# 西北軍政長官公署

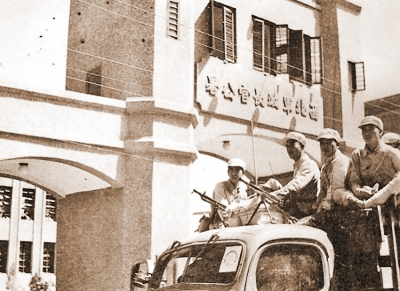
兰州西北軍政長官公署。照片摄于1949年8月26日解放军兰州入城仪式

西北軍政長官公署是中华民国國防部于1948年设立的軍政長官公署，驻兰州，统管中国西北地区的军政事务。

## 沿革

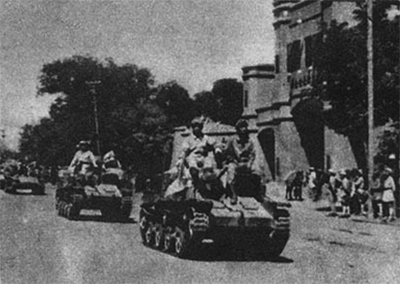
1949年5月20日，解放军在西安举行入城仪式，右侧建筑为西安的西北軍政長官公署

國民政府於1935年11月設立「西北剿匪總司令部」，中國抗日戰爭前駐西安，代總司令張學良，後因西安事變與抗戰而撤銷。
抗戰期間原為第八戰區，1946年3月後改為國民政府軍事委員會委員長西北行營，以張治中為主任。
1946年10月改為國民政府主席西北行轅。1946年由张治中提议改名为西北军政长官公署，驻兰州。张治中任军政长官。统辖甘肃、青海、宁夏、新疆四省部队。
1949年4月国共和谈达成协议后，南京国民政府拒绝批准，国方和谈代表团留在了北平。1949年5月张治中被国方解除一切职务。1949年5月25日，李宗仁代總統令：特派馬步芳代理西北軍政長官:8926。1949年7月中旬扶郿战役胡宗南主力部队被歼灭，余部由汉中开始退往汉中，馬步芳正式任職西北軍政長官。
1949年8月下旬蘭州戰役以失敗收場，馬步芳飞离西北。1949年9月西北軍政副長官陶峙岳发动了酒泉起義和新疆和平解放，西北軍政長官公署终结。

## 军事
西北方面部隊又稱隴東部隊，除了胡宗南部隊、寧夏馬家軍（寧馬）外，以「青海馬家軍」（簡稱青馬）最為重要，是馬步芳主力部隊。青馬起家是100師和騎5師（後來之騎5軍、整騎1師），82軍成立時只含100師和騎8旅。後來青馬擴軍，西府戰役後，82軍增加了兩個步兵師190師、248師，還另成立一個129軍，轄181師（青馬內部稱新編1師）、357師和騎8旅（82軍另有騎14旅）。由於青馬82軍後來成立之190師、248師、129軍357師和騎14旅戰鬥力不弱。
騎5軍原是馬步芳之兄馬步青軍隊。打西路軍時，該軍也是主力（當時叫騎5師）。國府鎮壓新疆三區革命時，讓馬步芳派兵，該軍去了新疆，後改為整騎一師。
1949年9月25日，該部隨新疆警備陶峙岳投共。
該師一個連曾在著名之「北塔山事件」中重創外蒙古軍隊。
青馬步兵師每師有兩個步兵團（隴東作戰初期，100師有三個步兵團），一個騎兵團，騎兵團較步兵團人數要少些。一個騎兵團大約2000多人，步兵團3000多人。青馬步兵（至少82軍如此）每個步兵班都有一匹騾馬馱一個斑之輜重和重武器，連營團更不用說，因此青馬行軍速度很快，奔襲能力強。
青馬還有許多保安部隊，人們一般印象，國軍保安團都是不堪一擊的，而青馬保安團卻不一樣。青馬保安團訓練士兵、補充主力、配合主力作戰。青馬士兵恃勇好殺之作戰意志和作風在保安團就已經養成了。
青馬自抗戰前、共軍「長征」末期起就已不斷與共軍衝突，后又給予中共李先念、徐向前西路軍嚴重打击，在蘭州戰役前，對共軍幾乎沒有敗績，毛澤東曾親自指示，對青馬，只有「無條件投降」，沒有「起義」、「收編」。戰役結束後，投降或被俘之青馬幹部，在離開當戰俘之日子，曾策動幾次反共活動，均被鎮壓。

## 编制
長官：馬步芳（代）
副長官：劉任、董其武、陶峙岳……
- 寧夏兵團  司令：馬敦靜
  - 第128軍  軍長盧忠良
    - 下轄256、356師、保安第2師

  - 第11軍   軍長馬清
    - 下轄168、189師、保安第4師

  - 賀蘭軍   軍長馬全良
    - 下轄257師、保安第3師、騎兵第10師
- 第81軍   軍長馬惇靖
  - 下轄35、294、258師
- 青海兵团 指挥官马继援，副指挥官马全义，参谋长马光天
  - 第八十二军，军长马继援兼，副军长赵遂，参谋长马文鼎，副参谋长罗炘
    - 第一零零师，师长谭成祥，副师长马德成，参谋长马元庆
    - 第一九零师，师长马振武，副师长马子俊，参谋长李少白
    - 第二四八师，师长韩有禄，副师长张锡珍， 参谋长马成林

  - 第一二九军，军长马步銮，副军长韩德铭，参谋长孟全义
    - 第三五七师，师长杨修成，副师长马爱德，参谋长贾文涌
    - 新编第一师，师长马璋，副师长王成，参谋长马光源

  - 骑兵第八旅，旅长马英，副旅长马正中，参谋长王奎
  - 骑兵第十四旅，旅长马成贤，副旅长马福旺，参谋长马尚武
  - 新编骑兵军，1949年8月初自行增编。军长韩起功，副军长孟全禄，参谋长李承勋，副参谋长韩得庆
    - 第一旅，旅长马绍武
    - 第二旅，旅长马学融
    - 第三旅，旅长韩进禄

  - 新编步兵军，1949年8月初自行增编。军长：马全义 副军长：马仲福(马仲英之弟)
    - 第一师师长：马帧
    - 第二师师长：韩起禄
- 中央军
  - 第120軍   軍長周嘉彬
    - 下轄173、245師

  - 第91軍   軍長黃祖勳
    - 下轄191、246、231師

  - 第119軍   軍長王治岐
    - 下轄244、247師
- 新疆警備司令部  司令陶峙岳
  - 下轄整編42、78師、整編騎兵1師、騎兵第4旅、騎兵第9旅
- 绥远董其武部队